# Miejskie szkoły ludowe w latach 1908–1918 w Poznaniu
Miejskie szkoły ludowe w latach 1908–1918 w Poznaniu – szkoły miejskie (niem. Städtischen Schulen) z podstawowym poziomem nauczania, zwane szkołami ludowymi (niem. Volksschulen), działające w latach 1908–1918 na obszarze miasta Poznania (niem. Posen). 

## Historia
Do końca XIX wieku poznańskie szkoły zajmowały siedem gmachów zbudowanych w ostatnim trzydziestoleciu tegoż wieku. Po przyłączeniu do miasta w 1900 roku Jeżyc, Łazarza i Wildy, wystąpiła potrzeba budowy nowych budynków szkolnych, co doprowadziło do zainicjowania w latach 1902–1914, budowy nowych obiektów dla sześciu szkół stopnia podstawowego (Volksschulen). Kolejno budowane były: w latach 1902–1904 szkoła dla dziewcząt i chłopców (I i II Volksschule), nazywana Pestalozzi-Comeniusschule na tzw. Łąkach Bernardyńskich, usytuowana u zbiegu dzisiejszych ulic św. Marii Magdaleny (ówcześnie Comeniusstrasse) i Hipolita Cegielskiego (ówcześnie Pestalozzistrasse); w latach 1907–1913 szkoła dla dziewcząt i chłopców (VIII Volksschule) na Jeżycach, przy ul. Juliusza Słowackiego (ówcześnie Karlstrasse); w latach 1908–1913 szkoła dla dziewcząt (XIII Volksschule) na Łazarzu, przy ul. Kazimierza Jarochowskiego (ówcześnie Ziethenstrasse); w latach 1909–1913 szkoła dla chłopców (XI Volksschule) na Wildzie, przy ul. Ignacego Prądzyńskiego (ówcześnie Gneisenaustrasse) i w latach 1914–1917 szkoła dla dziewcząt (XV Volksschule) na Garbarach, przy narożniku dzisiejszych ulic Ewarysta Estkowskiego (ówcześnie Zum Bollwerk) i Garbary (ówcześnie Große Gerberstrasse).
Projekty gmachów tych szkół powstały w Miejskim Urzędzie Budowlanym, pod kierunkiem miejskich radców budowlanych (niem. Stadtbaurat) Heinricha Grüdera (Pestalozzischule i Comeniusschule), Fritza Teubnera (VIII, XI i XIII Volksschule), Adolfa Stahla (XI, XIII i XV Volksschule).
Architektami zaangażowanymi przy projektowaniu szkół byli: Otto Meister (Pestalozzischule i Comeniusschule), Karl Roskam, także (Pestalozzischule i Comeniusschule), Hermann Kloth (VIII i XV Volksschule), Häcker (XV Volksschule) i Waldmann (XI Volksschule), a także Joseph Leimbach i F. d'Hargues, którzy współpracowali przy projekcie (VIII Volksschule).
Rozplanowanie przestrzenne szkół (Pestalozzischule i Comeniusschule) wykonał miejski inspektor budowlany Felix Moritz, a miejski radca budowlany Hermann Herrenberger wykonał natomiast rozplanowanie (XV Volksschule) i pawilonu oznaczonego literą D na terenie XIII Volksschule.

## Szkoły ludowe
| Dawna szkoła             | Lata budowy | Opis | Obecnie w budynku | Zdjęcie współczesne | Lokalizacja |
| ------------------------ | ----------- | --- | --- | ------------------- | --- |
| Pestalozzischule         | 1902–1904   | I Volksschule dla dziewcząt przy Pestalozzistrasse, obecnie ul. Hipolita Cegielskiego, róg ul. Kazimierza Wielkiego.                                                                         | Poznańska Szkoła Chóralna Jerzego Kurczewskiego.                                                                         |                     | Na mapach: 52°24′09,5″N 16°56′20,3″E/52,402639 16,938972                                                          |
| Comeniusschule           | 1902–1904   | II Volksschule dla chłopców przy Comeniusstrasse, obecnie ul. Hipolita Cegielskiego, róg ul. św. Marii Magdaleny.                                                                            | VIII Liceum Ogólnokształcące im. Adama Mickiewicza.                                                                      |                     | Na mapach: 52°24′07,6″N 16°56′22,3″E/52,402111 16,939528                                                          |
| Schrodkaschule           | ok. 1890    | III Volksschule przy Bromberger Strasse, obecnie ul. Bydgoska. | Poznańska Ogólnokształcąca Szkoła Muzyczna I stopnia nr. 2 im. Tadeusza Szeligowskiego.                                  |                     | Na mapach: 52°24′42,0″N 16°57′19,8″E/52,411667 16,955500                                                          |
| St. Martin-Knabenschule  | 1876–1878   | IV Volksschule przy St. Martinstrasse, obecnie ul. Święty Marcin. | Do lipca 2013 roku działała tutaj filia Biblioteki Raczyńskich.                                                          |                     | Na mapach: 52°24′24,5″N 16°55′17,1″E/52,406806 16,921417                                                          |
| Allerheiligen-Schule     | 1843        | V Volksschule przy Allerheiligenstrasse, obecnie ul. Wszystkich Świętych. | Poznańskie Centrum Świadczeń.                                                                                            |                     | Na mapach: 52°24′20,6″N 16°56′11,5″E/52,405722 16,936528                                                          |
| St. Martin-Mädchenschule | 1877–1878   | VI Volksschule przy Töpfergasse, obecnie ul. Garncarska. | Do 31 marca 2015 roku budynek zajmowany był przez Uniwersytet Artystyczny.                                               |                     | Na mapach: 52°24′21,8″N 16°55′15,4″E/52,406056 16,920944                                                          |
| Jersitz-Knabenschule     | 1880–1881   | VII Volksschule przy Große Berliner Strasse 73, obecnie ul. Henryka Dąbrowskiego. | Szkoła Podstawowa Specjalna nr 107 im. Arkadego Fiedlera.                                                                |                     | Na mapach: 52°24′48,4″N 16°54′05,7″E/52,413444 16,901583                                                          |
| Jersitz-Mädchenschule    | 1895–1914   | VIII Volksschule przy KarIstrasse 7, obecnie ul. Juliusza Słowackiego. | Szkoła Podstawowa nr 36 im. Henryka Sucharskiego.                                                                        |                     | Na mapach: 52°24′43,7″N 16°54′04,0″E/52,412139 16,901111                                                          |
| Lazarus-Knabenschule     | 1898        | IX Volksschule przy Parkstrasse 12, obecnie ul. Józefa Strusia. | Sklep sieci Biedronka.                                                                                                   |                     | Na mapach: 52°23′49,1″N 16°54′09,5″E/52,396972 16,902639                                                          |
| Gurtschinschule          | ok. 1880    | X Volksschule przy Bossestrasse 9, obecnie ul. Bosa. | Szkoła Podstawowa nr 10 im. Arkadego Fiedlera.                                                                           |                     | Na mapach: 52°23′02,0″N 16°53′20,1″E/52,383889 16,888917                                                          |
| Wilda-Knabenschule       | 1909–1914   | XI Volksschule przy Kronprinzenstrasse 89/90 obecnie ul. 28 czerwca 1956 r., budynek współcześnie niezachowany, szkoła przeniesiona na Gneisenaustrasse, obecnie ul. Ignacego Prądzyńskiego. | Szkoła Podstawowa nr 25 im. Bohaterów Monte Cassino.                                                                     |                     | Na mapach: 52°23′29,8″N 16°55′14,4″E/52,391611 16,920667 Na mapach: 52°23′27,3″N 16°54′58,1″E/52,390917 16,916139 |
| Wilda-Mädchenschule      | 1898        | XII Volksschule przy Margaretenstrasse 4/5, obecnie ul. Przemysłowa. | Do 2014 roku Wydział Technologii Chemicznych i Inżynierii Środowiska Politechniki Poznańskiej.                           |                     | Na mapach: 52°23′35,4″N 16°55′06,9″E/52,393167 16,918583                                                          |
| Lazarus-Mädchenschule    | 1908–1914   | XIII Volksschule przy Ziethenstrasse, obecnie ul. Kazimierza Jarochowskiego. | Szkoła Podstawowa nr 33 i XXXIII Liceum Ogólnokształcące.                                                                |                     | Na mapach: 52°23′55,1″N 16°53′41,4″E/52,398639 16,894833                                                          |
| Jersitz-Knabenschule     | 1910–1914   | Planowana jako XIV Volksschule przy KarIstrasse, ostatecznie połączona z VIII Volksschule, obecnie ul. Juliusza Słowackiego.                                                                 | Szkoła Podstawowa nr 36 im. Henryka Sucharskiego.                                                                        |                     | Na mapach: 52°24′42,7″N 16°54′08,4″E/52,411861 16,902333                                                          |
| Mädchen-Stadtschule      | 1914–1916   | XV Volksschule przy Große Gerberstrasse, róg Zum Bollwerk, obecnie ul. Garbary, róg ul. Ewarysta Estkowskiego.                                                                               | Szkoła Podstawowa nr 40 im. Mieszka I.                                                                                   |                     | Na mapach: 52°24′37,4″N 16°56′20,8″E/52,410389 16,939111                                                          |
| Hilfsschule              | 1900        | Hilfsschule (szkoła dla dzieci upośledzonych) przy Große Gerberstrasse 25, obecnie ul. Garbary.                                                                                              | Budynek obecnie niezachowany. Wykorzystywany po 1945 roku do celów magazynowych. W latach 70. XX wieku został wyburzony. |                     | Na mapach: 52°24′39,3″N 16°56′20,0″E/52,410917 16,938889                                                          |